# Alyssa Anderson
Alyssa Jean Anderson (* 30. September 1990 in Santa Clara, Kalifornien) ist eine ehemalige Schwimmerin aus den Vereinigten Staaten. Sie gewann bei Olympischen Spielen eine Goldmedaille und bei Weltmeisterschaften eine Silbermedaille.

## Sportliche Karriere
Alyssa Anderson besuchte die Granite Bay High School und studierte dann an der University of Arizona. Dort schwamm sie für deren Sportteam, die Wildcats.
Bei den Weltmeisterschaften 2009 in Rom erreichte die 4-mal-200-Meter-Freistilstaffel mit Lacey Nymeyer, Alyssa Anderson, Dagny Knutson und Ariana Kukors die zweitschnellste Vorlaufzeit. Im Finale waren Dana Vollmer, Lacey Nymeyer, Ariana Kukors und Allison Schmitt fast sieben Sekunden schneller als die Vorlaufstaffel und wurden Zweite hinter den Chinesinnen. Alle sechs beteiligten Schwimmerinnen aus den Vereinigten Staaten erhielten eine Silbermedaille. Zwei Jahre später Bei der Universiade 2011 in Shenzhen erhielt Anderson eine Goldmedaille für ihren Vorlaufeinsatz in der 4-mal-200-Meter-Freistilstaffel. Bei den Olympischen Spielen 2012 in London erreichte die 4-mal-200-Meter-Freistilstaffel mit Lauren Perdue, Shannon Vreeland, Alyssa Anderson und Dana Vollmer den Endlauf mit der zweitschnellsten Vorlaufzeit. Im Finale waren Missy Franklin, Dana Vollmer, Shannon Vreeland und Allison Schmitt fast acht Sekunden schneller als die Vorlaufstaffel und siegten mit anderthalb Sekunden Vorsprung vor den Australierinnen. Alle sechs beteiligten Schwimmerinnen aus den Vereinigten Staaten erhielten eine Goldmedaille, wie dies seit 1984 üblich ist.
Alyssas jüngere Schwester Haley Anderson nahm dreimal als Freiwasser-Schwimmerin an Olympischen Spielen teil und gewann 2012 eine Silbermedaille.